# Абу Хашім аль-Хасан
Абу Хашім аль-Хасан (араб. أبو هاشم الحسن; помер 1040) – імам зейдитської держави у Ємені від 1031 до 1040 року.

## Життєпис
Був нащадком аль-Касіма ар-Рассі у п'ятому поколінні. 1031, за рік після раптової смерті аль-Муїда Лідініллаха, аль-Хасан заявив свої права на імамат. Йому вдалось захопити Сану, але був вигнаний з міста 1037 року. Наступні роки пройшли у запеклій боротьбі за Сану. Тільки зазнавши остаточної поразки, аль-Хасан пішов на північ до Саади, що була старою фортецею зейдитів. Помер 1040 року, а новий претендент на імамат, Абуль Фатх ан-Насір ад-Дайламі, прибув з Персії (можливо ще до того як помер Абу Хашім).